# Хаканиеми (станция метро)
«Ха́каниеми» (фин. Hakaniemi, швед. Hagnäs) — станция Хельсинкского метрополитена. Расположена между станциями «Хельсинкский университет» (расстояние до неё 916 м) и «Сёрняйнен» (расстояние до неё 928 м).
Расположена в центре Хельсинки в районах Хаканиеми и Каллио.
Имеет 2 платформы, 10 эскалаторов и 8 лифтов.
Это одна из самых первых станций Хельсинкского метро, была открыта 1 июня 1982 в составе первой очереди. В течение месяца — до 1 июля 1982, когда была открыта станция «Раутатиентори» — была первой конечной станцией Хельсинкского метро.
В настоящее время на станции «Хаканиеми» к западу от существующего платформенного зала строится ещё один подземный зал. Он будет использоваться как станция т. н. U-метролинии, а также как станция будущей подземной железной дороги Pisara-rata.
Пассажиропоток: 13 452 человек в будний день (2005).
Находится на глубине 23 метров от поверхности земли (21 м ниже уровня моря).

## Интересные факты
- Станцию «Хаканиеми» можно увидеть в фильме Аки Каурисмяки «Союз Каламари». Однако, если знать географию Хельсинки, можно понять, что путь, по которому движутся герои, не может пролегать через «Хаканиеми».
- На станции «Хаканиеми» снимался клип на песню Freestyler группы Bomfunk MC's.[1]